# Ашшур-нирари V
Ашшур-нирари V (букв. «Ашшур, приди на помощь») — царь Ассирии приблизительно в 755—745 годах до н. э.

## Биография
Ашшур-нирари V, сын Адад-нирари III, унаследовал престол после своего брата Ашшур-дана III.
В начале своего царствования Ашшур-нирари V выступил в поход на запад, против Арпада. Победа в 754 году до н. э. Ашшур-нирари V над царём Арпада Мати’элем, ознаменовалась заключением неравноправного договора, согласно которому Мати’эль обещал покорность и военную поддержку Ассирии. Но это было случайным и поэтому недолговечным успехом раздираемой внутренними противоречиями Ассирии, тягостные условия договора всё же не сковали инициативу Мати’эля. Позднее он сумел объединить вокруг Арпада «весь верхний и нижний Арам» (то есть всю Сирию) и создать мощную антиассирийскую коалицию, куда вошли Мелид, Гургум, Каркемиш, Сама’аль и другие города.
Обломок стелы Сардури II урартского, найденный в Ване, сообщает о победе урартов над Ашшур-нирари V и покорении страны Арме, в юго-западной части Урарту. Другая надпись Сардури II говорит в завоевании им города Мелида и девяти крепостей в Цупани (Софене), а летопись этого царя сообщает о победе над царём Куммуха Кушташпи.
Когда войска Сардури появились в Куммухе, Мати’эль арпадский фактически нарушил договор с Ашшур-нирари V и заключил от имени всех сирийских государств новый договор с Бар Гайей, царём некого Катака (вероятно касков). Судя по тону договора, в котором Мати’эль признал себя более слабой стороной, за Бар Гайей стоял более могущественный царь и, очевидно, это был царь Урарту Сардури II.
Из «Списка эпонимов» известно, что Ашшур-нирари V совершил ещё два похода в Намар (Намри) на 4-м (751 год до н. э.) и 5-м (750 год до н. э.) годах своего правления. Большой властью в его правление пользовался высший военачальник (туртан) Шамши-илу, что говорит о слабости царской власти.
Ашшур-нирари V правил 10 лет, и, возможно, был свергнут в результате мятежа знати в Кальху. Новым правителем Ассирии стал Тиглатпаласар III.